# Górzno
Górzno es un pueblo de Polonia, en Mazovia. Es la cabecera del distrito (Gmina) de Górzno, perteneciente al condado (Powiat) de Garwolin. Se encuentra aproximadamente a 9 km al sureste de Garwolin, y a 64 km al sureste de Varsovia. 
Entre 1975 y 1998 perteneció al voivodato de Siedlce.